# Liqui liqui

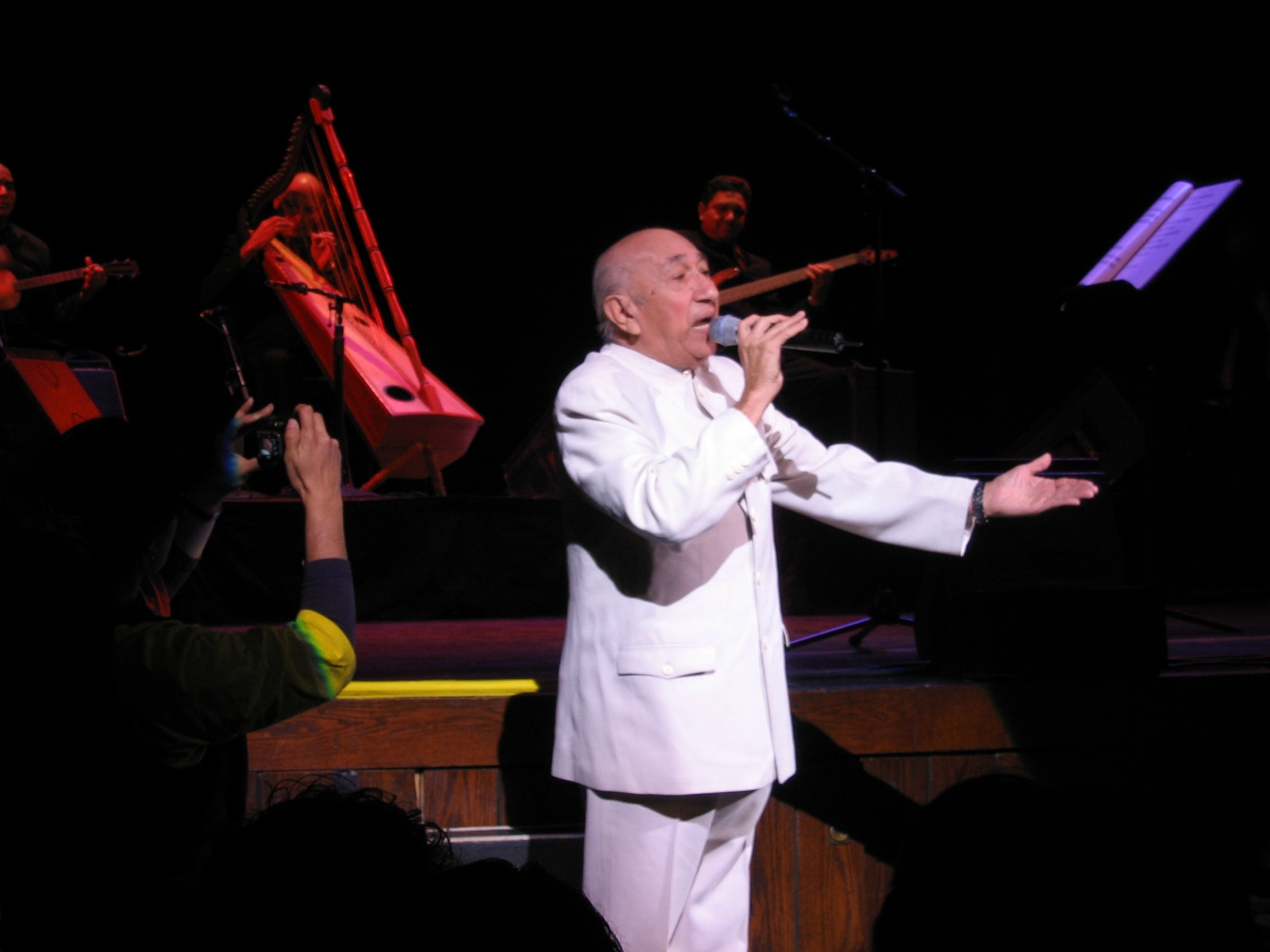
O cantor venezuelano Simón Diaz vestindo um liqui liqui.

O liqui liqui ou liquiliqui é uma vestimenta típica da Venezuela originalmente usada como traje de gala típico na Região dos Lhanos.
O liqui liqui foi declarado traje típico de Venezuela no ano de 2017 a través da resolução na Gazeta Oficial No.6.289, Decreto No.2.760.

## Características
É frequentemente utilizado como vestuário masculino em festas e eventos sociais, como o baile do joropo. Com o tempo o liqui liqui se tornou um símbolo característico dos Llanos, da figura do "llanero", e, ainda, um símbolo nacionalista.
O liqui liqui é considerado um traje de gala típico dos llaneros, composto por jaqueta de mangas compridas, calça e alpargatas. Já foi considerado vestimenta masculina, porém atualmente é usada também por mulheres. A jaqueta comumente tem de 5 a 6 botões e possui dois bolsos na altura do peito. A calça costuma ser da mesma cor e tecido da jaqueta. Tradicionalmente era produzida nas cores branca, cinza ou bege; posteriormente foram incorporadas as cores azul marinho, preto, verde, entre outras.

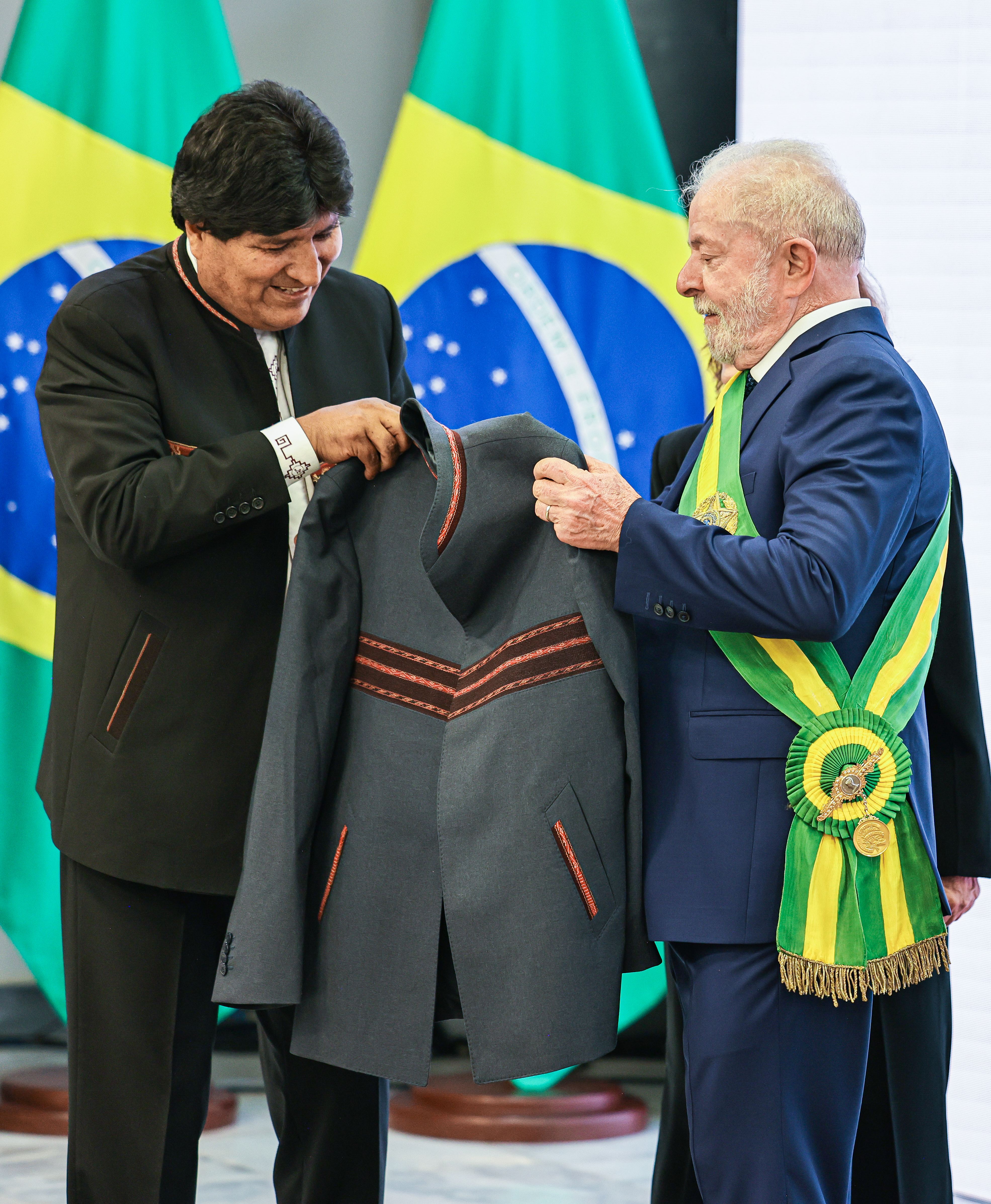
Os presidentes de Bolívia e Brasil, Evo Morales e Luiz Inácio Lula da Silva, com liqui liquis.

## História
De acordo com o historiador Emilio Acosta, o traje tem origem na Ásia, quando peças de roupa trazidas da Capitania-Geral das Filipinas foram adaptadas para utilização durante a agropecuária no clima da Venezuela.
Em 1982, o escritor colombiano Gabriel García Márquez utilizou um liqui liqui para receber o Prêmio Nobel de Literatura. Hugo Chávez vestiu a roupa campesina ao sair da prisão em 1994. O liqui liqui foi popularizado no século XX por Evo Morales, ex-presidente da Bolívia, e é frequentemente utilizado por líderes de esquerda da América latina, como Nicolás Maduro, Pedro Castillo e Lula. Em 17 de março de 2017 foi oficializado como o traje típico nacional da Venezuela.

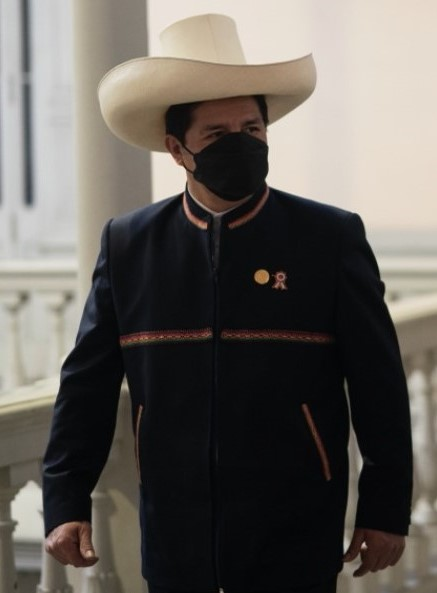
Pedro Castillo, à época Presidente do Peru, vestindo um liqui liqui.